# 西奈山正教会

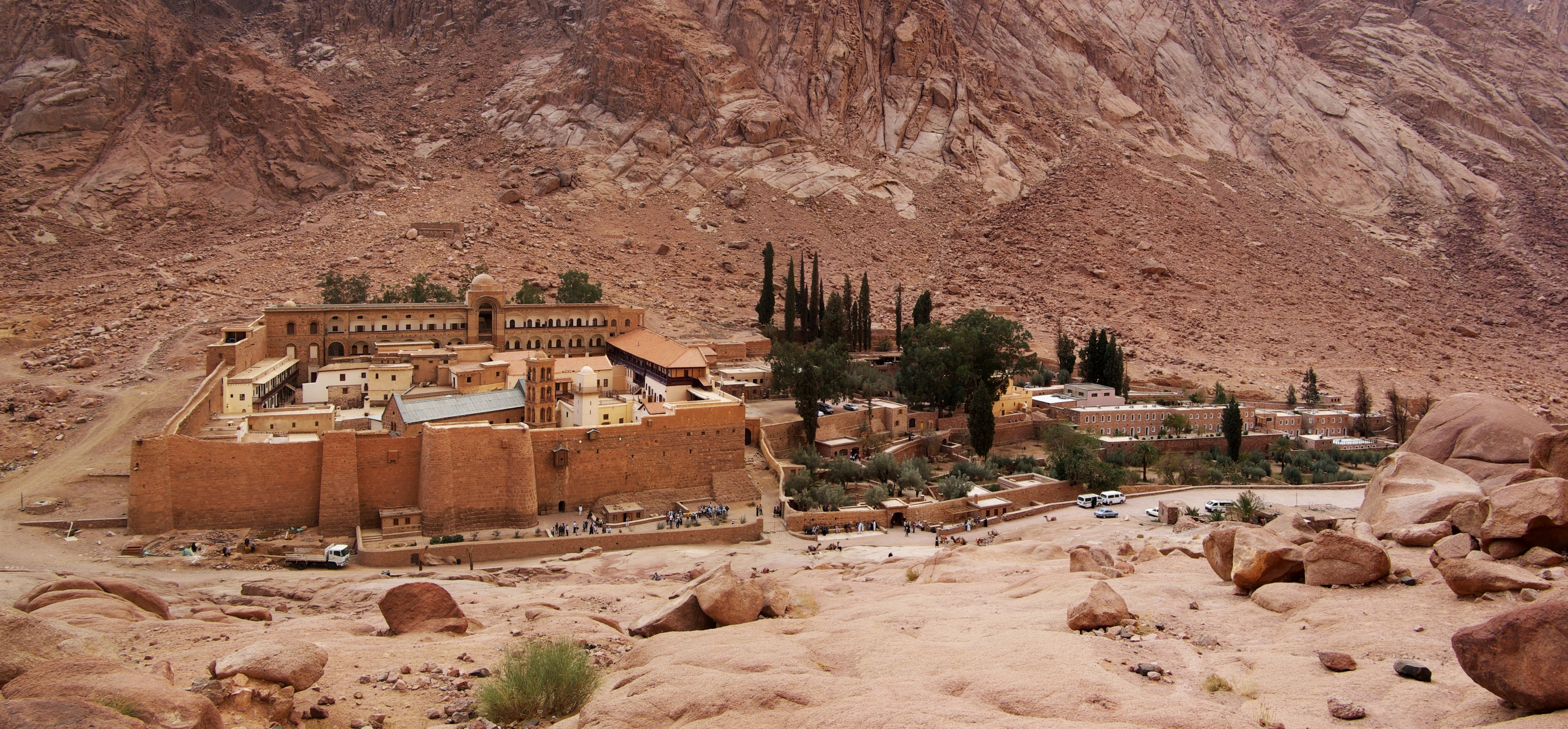
西奈山正教会

西奈山正教会是耶路撒冷希臘正教牧首區下的一個自治正教會。其實體僅僅由位於埃及的圣凯瑟琳修道院組成。教會由西奈山及萊圖大主教領導，大主教同時也是圣加大肋纳修道院的院長，由耶路撒冷圣城和全巴勒斯坦牧首任命。

## 歷史
聖凱瑟琳修道院本身即是教會。君士坦丁大帝之母圣海伦纳首先依照聖經中焚燒荊棘的故事于摩西可能焚燒了荊棘的地方建立了一個小教堂。527年至565年之間，查士丁尼一世下令建造一個修道院以將之前的小教堂圍起來。由於人們相信亚历山大的加大肋纳的聖物被奇跡般的轉移至此，該修院便與加大肋纳(凱瑟琳)結下了因緣。
修院自九世紀起便為人所知，原本隸屬於耶路撒冷希臘正教牧首區法蘭教區。公元681年，法蘭主教因支持基督一志论而被罷黜，修院院長隨後成為了法蘭主教。隨後萊圖教區也被併入法蘭教區，全西奈半島的基督徒由此皆受院長-大主教的管轄。1575年，君士坦丁堡普世牧首賜予西奈山教會自治的地位。1782年，該地位再次得到確認。
今日，西奈山正教會下包括20名左右的僧侶及幾百名貝都因人及西奈本地漁民。自從1967年以色列入侵西奈半島後，教會面臨著如何解決在保持原本的修道生活時處理大量訪客及人流的問題。1982年西奈半島被歸還予埃及後，人流眾多的情況並未好轉且當地人口也有所增加。羅馬教宗若望·保禄二世于2000年2月26日訪問了該教會/修院。